# فابيان شميت
فابيان شميت (بالفرنسية: Fabien Schmidt)‏ هو دراج فرنسي، ولد في 23 مارس 1989 في كولمار في فرنسا.

## وصلات خارجية
- فابيان شميت على موقع الاتحاد الدولي للدراجات (الإنجليزية)
- فابيان شميت على موقع أرشيف الدراجات (الإنجليزية)
- فابيان شميت على موقع إحصائيات الدراجات الإحترافية (الإنجليزية)
- فابيان شميت على موقع نسبة الدراجات (الإنجليزية)